# ماركو سيلفا
ماركو سيلفا (بالبرتغالية: Marco Silva) (12 يوليو 1977 لشبونة البرتغال - ) هو لاعب كرة قدم سابق ومدرب كرة قدم برتغالي يدرب نادي نادي فولهام.

## وصلات خارجية
ماركو سيلفا على موقع اتحاد تركيا (لاعب) (الإنجليزية)
- ماركو سيلفا على موقع قاعدة بيانات كرة القدم.إي يو (الإنجليزية)
- ماركو سيلفا على موقع Soccerbase.com (مدرب) (الإنجليزية)